# Carmen Crespo Díaz
María del Carmen Crespo Díaz (Adra, Almeria, 8 de desembre de 1966) és una política andalusa del Partit Popular, consellera d'Agricultura, Aigua i Desenvolupament Rural de la Junta d'Andalusia en la dotzena legislatura.
El maig de 2024 va cessar del càrrec de consellera per a ser candidata del PP a les eleccions europees d'aquest any. La Llei estableix que és incompatible figurar en la llista i ser membre d'un Consell de Govern autonòmic, motiu pel qual va haver de presentar la seva dimissió.
Durant la XI legislatura va exercir el càrrec de consellera d'Agricultura, Ramaderia, Pesca i Desenvolupament Sostenible de la Junta d'Andalusia. Va ser la delegada del Govern a Andalusia entre 2011 i 2015, i va ser, des de 2016, la portaveu del grup parlamentari popular en el Parlament d'Andalusia.